# العطنه
العطنه (به عربی: قریة العطنة) یک ناحیه در یمن است که در محویت واقع شده‌است. العطنه ۳۰۰ نفر جمعیت دارد.